# Don Gordon
Don Gordon (13 de noviembre de 1926, Los Ángeles-24 de abril de 2017) fue un actor de cine y televisión estadounidense. Ha aparecido en las principales series de televisión de su país desde la década de 1950, como actor de carácter. Recordado por su amistad con Steve McQueen con quien colaboró en los filmes Bullit (1968), Papillon (1973) y The Towering Inferno (1974). Nominado al premio Primetime Emmy al mejor actor - Miniserie o telefilme, por su rol en la serie Los defensores (1962).

## Biografía
Donald Walter Guadagno nació en Los Ángeles, California. Después del ataque a Pearl Harbor, se enroló en la Armada de los Estados Unidos, sirviendo en los portaaviones USS Saratoga y USS Yorktown.
En 1949, realizó su primer trabajo como extra en la serie Twelve O'Clock High. Continuaría en la década de 1950 apareciendo en capítulos de otras series y en los filmes The Benny Goodman Story (1956) y Revolt at Fort Laramie (1957); perfilándose en roles de carácter como pistolero, alguacil, militar, delincuente o policía.
En la década de 1960 obtuvo el rol del teniente Hank Bertelli en la serie Blue Angels, en la cual participó en 33 capítulos de 1960 a 1962. 
Su aparición en dos capítulos de la serie Los defensores (1962), lo llevó a la nominación al premio Emmy al mejor actor. 
Siguió apareciendo durante la década de 1960 en las populares series Los intocables, The Twilight Zone, Peyton Place, El fugitivo, 12 O'Clock High, entre otras; y en películas para la televisión como Of Mice and Men (1968), y la pantalla grande como Bullit (1968). En 1965 hizo su única incursión como guionista en el filme The Lollipop Cover (1965), en el cual interpretó también el rol principal.
En la década de 1970 siguió participando en series de televisión, alternando con algunos filmes como Cañones para Córdoba (1970), The Last Movie (1971), Papillon (1973) y El coloso en llamas (1974), las dos últimas junto a Steve McQueen, de quien fue un amigo cercano.
En la siguiente década continuó su participación en populares series de televisión y en los filmes Out of the Blue (1980), Omen III: The Final Conflict (1981), Lethal Weapon (1987) y Skin Deep (1989) entre otros.
La década de 1990 vino a terminar su larga e intensa carrera con los filmes The Exorcist III (1990), The Borrower (1991), y apariciones en la serie de televisión Diagnosis Murder (1993).
En 2005, participó como invitado en el documental Steve McQueen: The Essence of Cool, un homenaje al 75 aniversario del nacimiento de su amigo y compañero de oficio.
Don Gordon es uno de los actores de carácter de larga trayectoria de Hollywood; 44 años ininterrumpidos, aportando con su trabajo a las principales series de televisión y alternando con destacados cineastas estadounidenses.